# Gilles Goetghebuer
Gilles Goetghebuer, né le 1er mars 1961 à Ixelles (province de Brabant), est un journaliste, rédacteur en chef, écrivain, scénariste de bande dessinée, animateur de radio et de télévision belge francophone. Connu comme spécialiste du dopage.

## Biographie

### Jeunesse et formation
Gilles Goetghebuer naît le 1er mars 1961 à Ixelles, une commune bruxelloise. Il est le fils de Luc Goetghebuer et de Cécile Rolin. 
En 1984, il est licencié en éducation physique et en agrégation de l’Université Libre de Bruxelles. Il se réoriente vers le journalisme et lance un premier magazine en 1985 Triathlète, pour lequel il assure le secrétariat de rédaction pendant 4 ans.
Il cofonde Sport et Vie avec son ami et associé Denis Riché en septembre 1990. Il occupe depuis lors le poste de rédacteur en chef.
Comme journaliste, il collabore au magazine Le Moustique. 
En janvier 2007, il lance le magazine de course à pied Zatopek en collaboration avec l’ancien athlète Jean-Paul Bruwier. En 2008, le binôme est aussi à l’origine du programme « Je cours pour ma forme » qui fait la promotion de la course à pied dans les communes. Il est aussi organisateur d’épreuves de course à pied dans l’année, comme la Manneken-Pis Corrida, et les 10,30 km de Schaerbeek,.
Il écrit le scénario d'un one shot Zatopek et compagnie pour le dessinateur Palix publié aux Éditions Sport et Santé en 2012. Cet ouvrage raconte brièvement la vie d’Emil Zátopek ainsi que celles de neuf autres grands champions dans l’histoire de l’athlétisme.
Comme conférencier, il traite Les difficultés rencontrées par le sport féminin tout au long de l’Histoire à l'Université de Mons en 2020.
Il est chroniqueur dans l'émission de télévision Le 6-8 de la RTBF.

## Œuvres

### Publications

#### Ouvrages
Liste sélective
- Le Triathlon, Solar, 1992, 124 p. (ISBN 9782263019289)
- L'Escrime, La Renaissance du livre, 2003, 64 p. (ISBN 9782874152825)
- L'Escalade, La Renaissance du livre, 2003, 63 p. (ISBN 9782874152788)
- Le Basket-ball, La Renaissance du livre, 2003, 63 p. (ISBN 9782874152788)
- L'Athlétisme, Luc Pire, 2003, 64 p. (ISBN 9782874152795)
- L'Aikîdo, La Renaissance du livre, 2003, 64 p. (ISBN 9782874152832)
- Le Golf, La Renaissance du livre, 2004, 64 p. (ISBN 9782874154164)
- Le Judo, La Renaissance du livre, 2004, 64 p. (ISBN 9782874153945)
- Le Handisport, La Renaissance du livre, 2004, 64 p. (ISBN 9782874153969)
- Le Hockey, Luc Pire, 2004, 64 p. (ISBN 9782874153938)
- La Natation, Luc Pire, 2004, 64 p. (ISBN 9782874153952)
- Le Badmington, Luc Pire, 2005, 64 p. (ISBN 2-87415-562-4)
- Dopage : Le livre qui fait le point sur les mythes, les mensonges et sur ce scandale permanent, La Boîte à pandore, 2014, 141 p. (ISBN 9782875570727)

#### Écrits
Sélection
- Gilles Goetghebuer, « Le Mystère Armstrong », sur dopage.be, 2005 (consulté le 1er janvier 2024)
- Gilles Goetghebuer, « Ces sportifs que leur mort a rendu célèbres », RTBF,‎ 2 novembre 2017 (lire en ligne, consulté le 1er janvier 2024)

### Bande dessinée
- Zatopek et compagnie, Éditions Sport et Santé, novembre 2012
Scénario : Gilles Goetghebuer - Dessin et couleurs : Palix -  (ISBN 9782931113011)

#### Articles
- Y.J., « Gilles Goetghebuer Rédacteur en chef de « Sport et Vie » et « Zatopek » », L'Avenir,‎ 30 mars 2012 (lire en ligne , consulté le 1er janvier 2024).
- Gilles Goetghebuer (interviewé par Alan Marchal), « Gilles Goetghebuer: «Le monde du foot ferme les yeux sur le dopage» », L'Avenir,‎ 25 avril 2016 (lire en ligne, consulté le 1er janvier 2024).
- Gilles Goetghebuer (interviewé par Corentin Di Prima), « Gilles Goetghebuer: «Faire du sport sous la contrainte n’a pas d’effet positif» », Le Soir,‎ 28 février 2018 (lire en ligne , consulté le 1er janvier 2024).
- Gilles Goetghebuer (interviewé par Yves Simon), « Gilles Goetghebuer, rédacteur en chef de «Sport et Vie»: « Du dopage mécanique ? On a le droit de se poser la question » (vidéo) », Le Soir,‎ 15 septembre 2023 (lire en ligne, consulté le 1er janvier 2024).

### Émission de télévision
- Comment se préparer au mieux aux 20 km? Réponse dans #M sur BX1 (3 min 12 s), 28 mai 2018.
- L'invité du jour: Gilles Goetghebuer, au sujet des bienfaits de la natation sur RTL Info (4 min 57 s), 7 novembre 2023.

### Podcast
- Gilles Goetghebuer, rédacteur en chef de Sport et Vie, intervenant : Gilles Goetghebuer sur SoundCloud, (0 min 22 s).

### Vidéo
- [vidéo] « Entraîner son cerveau, c'est du sport ! - Le Magazine de la santé », sur YouTube